# Eurycope brevirostris
Eurycope brevirostris är en kräftdjursart som beskrevs av Hansen 1916. Eurycope brevirostris ingår i släktet Eurycope och familjen Munnopsidae. Inga underarter finns listade i Catalogue of Life.